# Théorie du sanctuaire séculier
La théorie du sanctuaire séculier (en japonais : 神社非宗教論 (Jinja hishūkyōron)) était une politique religieuse et une théorie politique apparues au Japon au cours du XIXe et du début du XXe siècle en raison de la séparation de l'Église et de l'État instaurée par le gouvernement Meiji. C'était l'idée que les sanctuaires shinto étaient de nature laïque plutôt que religieuse, et que le shintoïsme n'était pas une religion, mais plutôt un ensemble séculier de traditions nationales japonaises. Ceci était lié au shintoïsme d'État et à l'idée que le contrôle et la régulation du shintoïsme par l'État n'étaient pas une violation de la liberté de religion. Il a fait l'objet d'un intense débat au cours de cette période et a finalement décliné et disparu pendant l'ère Shōwa. 